# Dombeya costulatinervia
Dombeya costulatinervia är en malvaväxtart som beskrevs av Arenes. Dombeya costulatinervia ingår i släktet Dombeya och familjen malvaväxter. Inga underarter finns listade i Catalogue of Life.